# 반재현
반재현(1919년 8월 14일~1974년 7월 17일)은 대한민국의 정치인이다. 제4대 국회의원을 지냈다.

## 역대 선거 결과
|  | 38.36% |

|  | 29.75% |

|  | 28.36% |

|  | 36.34% |